# Chillán Viejo
 (octobre 2022).
Chillán Viejo (Vieux Chillan[réf. nécessaire]) est une ville et une commune du Chili faisant partie de la province de Diguillín, elle appartient à la région de Ñuble.

## Géographie
Le territoire de la commune de Chillán Viejo se trouve dans la vallée centrale du Chili. La ville est située immédiatement au sud de la capitale de la province de Ñuble, Chillán, qu'elle touche et avec laquelle elle forme la conurbation de Chillán peuplée d'environ 200 000 habitants. Elle se trouve à 379 kilomètres à vol d'oiseau au sud-sud-ouest de la capitale Santiago et à 83 kilomètres à l'est de Concepción capitale de la région du Biobío.

Position de Chillán Viejo (en rouge) au sein de la région du Biobío.

## Histoire
Le site de la capitale régionale Chillán change à plusieurs reprises à compter de sa fondation en 1580 du fait de catastrophes naturelles. Chillán Viejo est le site de Chillán à compter de 1751. À la suite d'un tremblement de terre intervenu en 1835, la ville est transférée sur le site actuel de cette ville[pas clair]. Le lieu, laissé à l'abandon, est progressivement repeuplé et devient une commune à part entière en 1895. Du fait d'une mauvaise gestion administrative elle est fusionnée avec la commune de Chillán en 1915. En 1996 Chillán Viejo redevient une commune indépendante.

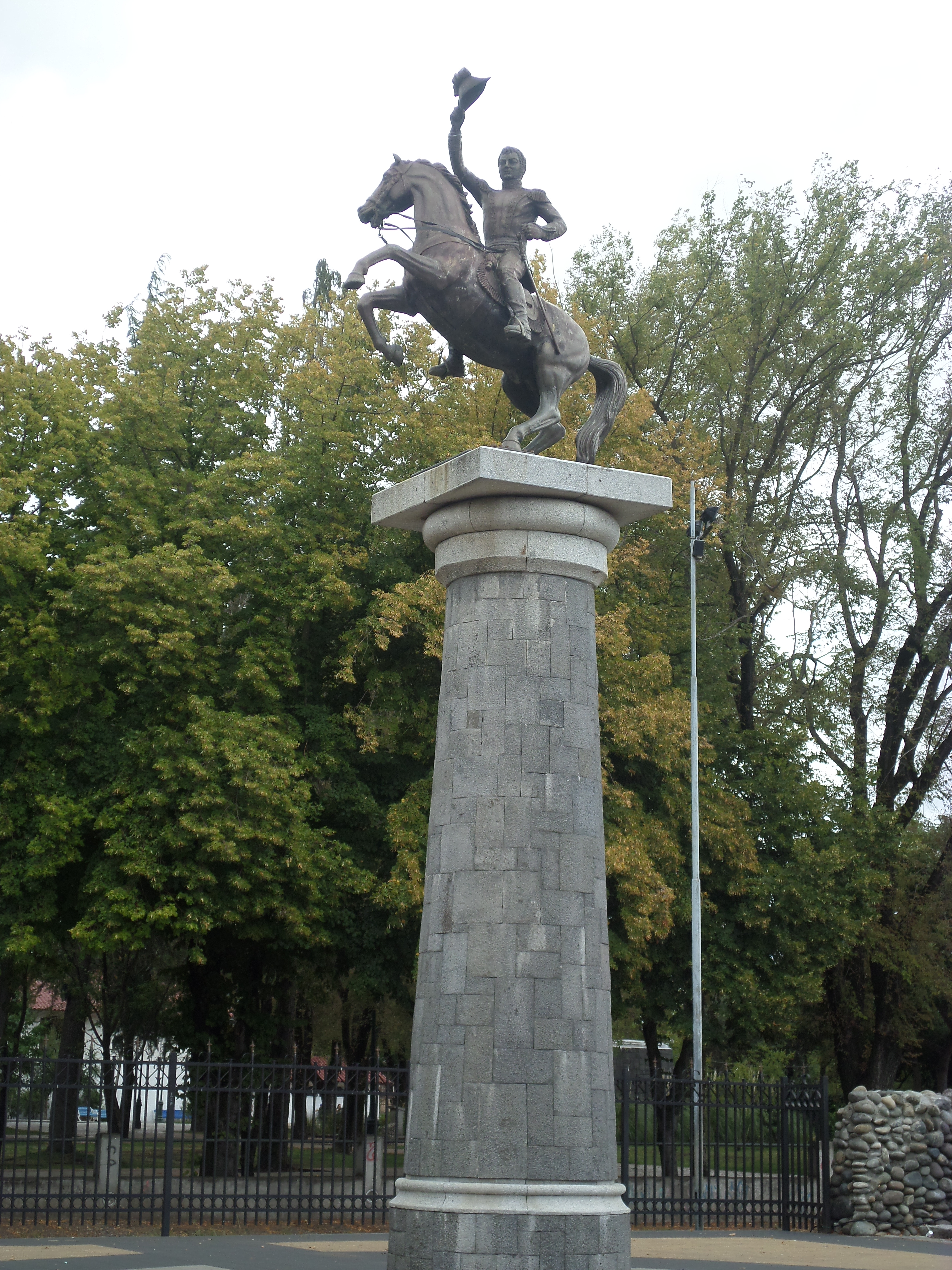
Statue de Bernardo O'Higgins
(Parque Monumental Bernardo O'Higgins).

Chillán Viejo est la ville natale de Francisco Núñez de Pineda y Bascuñán (en) en 1607 et de Bernardo O'Higgins en 1778.

## Démographie
En 2012, la population de la commune s'élevait à 28 735 habitants. La superficie de la commune est de 291 km2 (densité de 99 hab./km2).

## Personnalités liées à la ville
- Carmen Arriagada (1807-1888), écrivaine chilienne.
- Federico Puga Borne (1855-1935), médecin et homme politique chilien, y est né.